# Comédie grecque antique
Sauf précision contraire, les dates de cet article sont sous-entendues « avant l'ère commune » (AEC), c'est-à-dire « avant Jésus-Christ ».

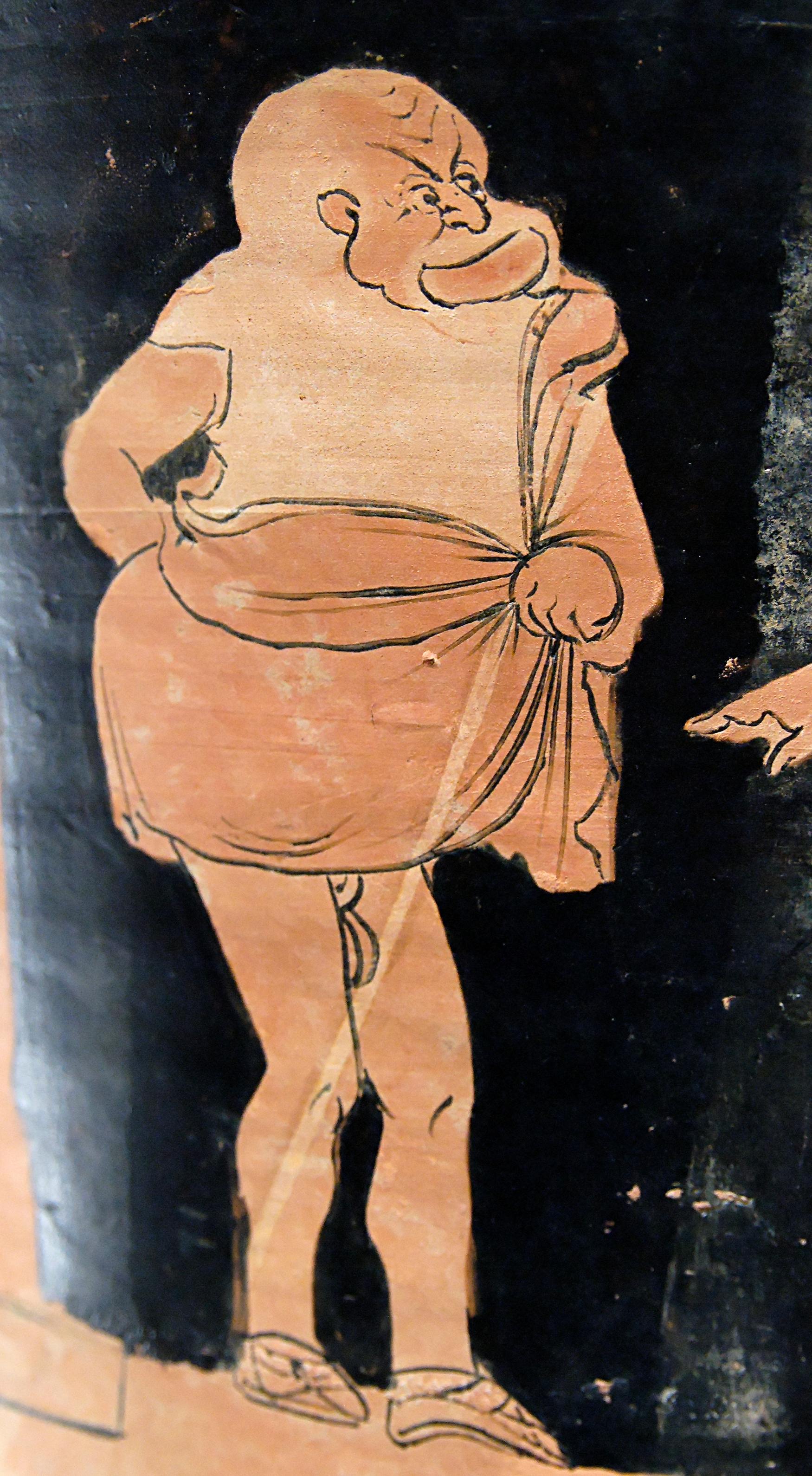
Esclave de comédie phlyaque. Cratère à figures rouges du groupe de Lentini-Manfria, v. 350-340 av. J.-C. Musée du Louvre.

La comédie, dans la Grèce antique, est un genre littéraire et théâtral majeur, plus récent que la tragédie. Son origine est mal connue. Aristote la rattache aux chants phalliques accompagnant les cortèges dionysiaques (κῶμοι / kỗmoi, « komos »), mais le passage de ces derniers à la comédie classique reste sujet à débat.
Si Épicharme est le premier auteur comique attesté, la comédie grecque est connue principalement par Aristophane, dont onze comédies (sur une quarantaine) ont été entièrement préservées — sans doute grâce à des anthologies scolaires d'époque romaine, recopiées ensuite au Moyen Âge. Une pièce entière de Ménandre, Le Dyscolos, a été retrouvée en 1956 par hasard dans un lot de papyrus acquis par le collectionneur et bibliophile genevois Martin Bodmer. Par ailleurs, on dispose de fragments ou des titres d'environ 1 500 comédies, préservées par des citations grecques.
Dans le genre de la comédie grecque, on distingue en général trois périodes, connues comme comédie ancienne, comédie moyenne et comédie nouvelle.

## La comédie ancienne
On appelle « comédie ancienne » la production théâtrale comique qui s'étend environ de 450  à la fin du Ve siècle av. J.-C. à Athènes, et nous la connaissons essentiellement grâce à Aristophane. Ces comédies étaient écrites en vers, avec des passages majoritairement parlés et quelques scènes chantées. Leur représentation avait lieu non sur le théâtre de Dionysos tel que nous le connaissons aujourd'hui, mais sans doute sur des gradins de bois appuyés sur le flanc de l'Acropole, à l'occasion des deux fêtes consacrées à Dionysos, les Lénéennes et les Grandes Dionysies ; les poètes comiques concouraient en présentant une pièce chacun (ou deux pièces aux Lénéennes).

### Les premiers dramaturges
Les plus anciens auteurs connus sont Épicharme, vers 530 av. J.-C., qui composa une quarantaine de pièces, de style brillant et de réalisme populaire, Chionidès, vainqueur du premier concours comique en 486, et Magnès ; ce dernier aurait peut-être remporté onze victoires, mais nous ne possédons de lui que huit vers et quelques titres ; la Souda mentionne aussi le nom de Phormis, auteur de cinq drames bouffons dont il ne reste que des fragments infimes. Un certain Sophron composa des mimes littéraires.
Parmi les rivaux d'Aristophane, il faut surtout citer Cratinos (vers 485-420) qui remporta six victoires aux Dionysies entre 453 et 423, et trois aux Lénéennes. De son abondante production, subsistent seulement environ cinq cents fragments, dans lesquels il raille souvent de façon virulente Périclès, présenté sous les traits d'un Zeus ou d'un Dionysos burlesques.
Cratès est mentionné de façon élogieuse aussi bien par Aristophane que par Aristote dans sa Poétique; il remporta trois victoires aux Grandes Dionysies et passe pour avoir été le premier à renoncer à l'invective iambique. Phérécratès est connu pour dix-neuf titres. Phrynichos le Comique fut l'auteur de dix pièces dont nous possédons les titres. Platon le Comique composa une trentaine de comédies de style brillant et fut vainqueur aux Dionysies vers 414.
Eupolis fut le confrère et l'ami d'Aristophane à leurs débuts, avant que celui-ci ne l'accuse de l'avoir plagié. Ses pièces, au nombre de quatorze, furent représentées à partir de 429 environ, jusqu'à l'année de sa mort prématurée en 411. Eupolis était considéré dans l'Antiquité comme l'un des trois plus grands poètes comiques, avec Cratinos et Aristophane. On peut encore citer parmi les rivaux d'Aristophane Télécléidès, Hermippos et Leucon.

### Structure de la comédie ancienne

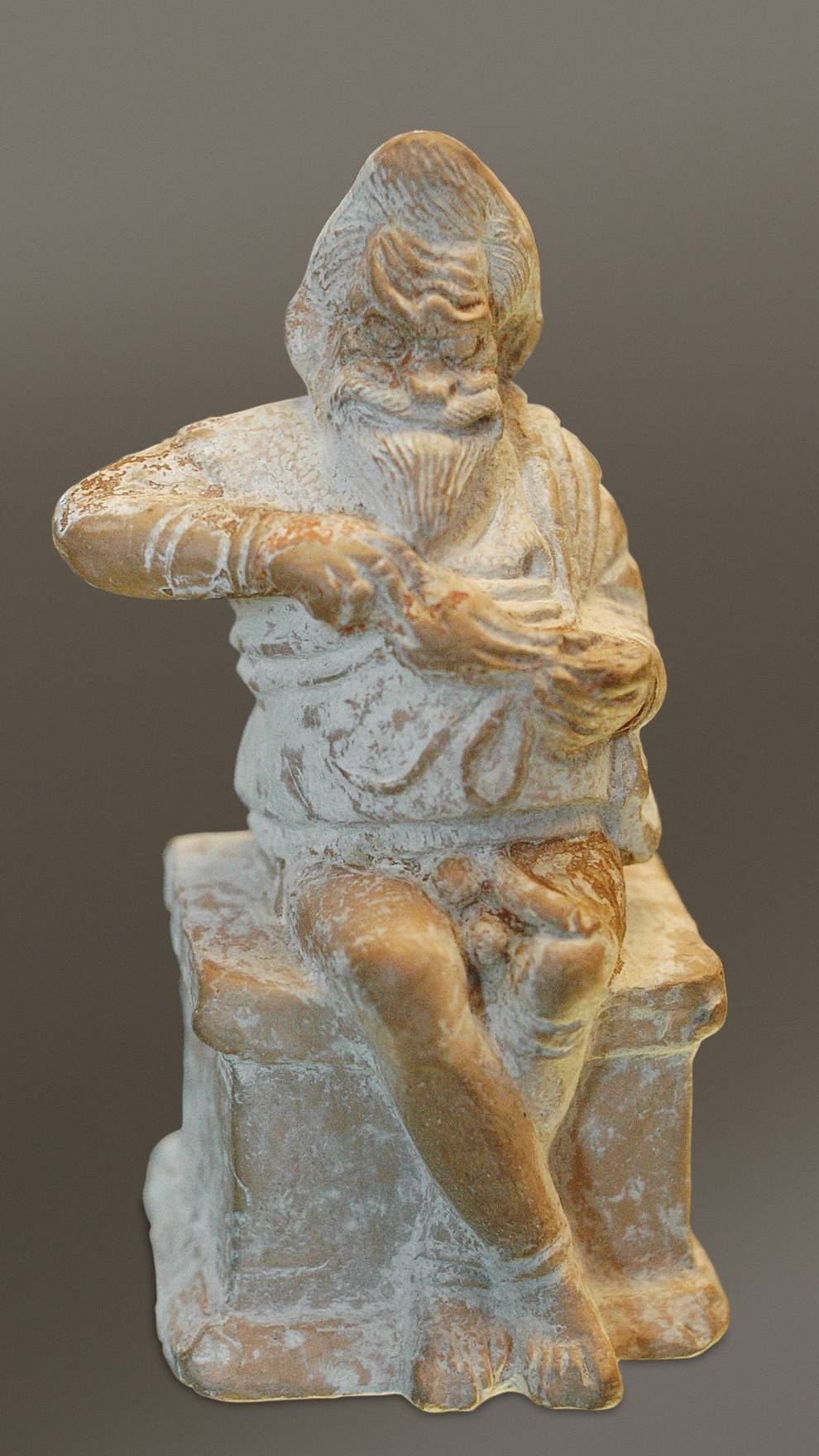
Acteur jouant un esclave assis sur un autel et vidant la bourse qu'il vient de dérober. Vers 400-375 av. J.-C. Musée du Louvre.

Elle se caractérise par des intrigues ayant toujours trait à la vie de la cité. Dans Les Acharniens, La Paix ou Lysistrata, Aristophane prend parti pour la paix afin de mettre un terme à la guerre du Péloponnèse ; dans Les Guêpes, il dénonce les effets pervers des institutions judiciaires athéniennes. On évoque (souvent pour les brocarder) des personnalités contemporaines, qui peuvent même apparaître sur scène. Ainsi, le démagogue Cléon est ridiculisé à longueur de pièces par Aristophane (dans Les Babyloniens, Les Cavaliers, etc.) tandis que Socrate apparaît en personne dans Les Nuées.
La structure canonique est la suivante :
- prologue où le héros est présenté ;
- εἴσοδος (eísodos) ou πάροδος (párodos)[14] : entrée en fanfare du chœur, qui chante et danse ;
- ἀγών (agṓn), au sens propre lutte : c'est « un combat de gueule », selon le mot de Victor-Henry Debidour[Note 1], un affrontement burlesque entre le héros et son ou ses adversaires, arbitré par le coryphée (chef du chœur), qui s'achève par le triomphe du héros ;
- παράϐασις (parábasis) : la parabase est un intermède où le coryphée, rompant l'illusion théâtrale, s'adresse aux spectateurs pour délivrer un discours de politique générale ou plus prosaïquement faire la publicité de l'auteur, souvent aux dépens des concurrents :
- divers épisodes où le héros célèbre sa victoire ;
- ἔξοδος (éxodos), sortie du chœur et triomphe du héros, dans une « farandole endiablée ».

L'inventivité de l'auteur prime, et le public, à l'origine fait de paysans et vignerons réunis pour les Dionysies rurales, ne fait guère le délicat : plaisanteries obscènes ou scatologiques, caricatures grossières, accessoires phalliques, tout lui est bon. L'illusion comique reste faible, les protagonistes faisant souvent ouvertement allusion aux divers « trucs » de théâtre : Trygée, héros de La Paix, volant vers l'Olympe monté sur un bousier, supplie le machiniste manœuvrant la grue de faire attention. Dicéopolis, héros des Acharniens, suggère à Euripide d'emprunter l’eccyclème pour apparaître sans sortir de chez lui : cette sorte de plateau horizontal, demi-circulaire et mobile, tournant autour d'un pivot vertical dans le mur du fond du théâtre, permettait de montrer ce qui se passait à l'intérieur d'une maison. Ou encore, chez Aristophane, le chœur, après le « combat de gueule », introduit la parabase en annonçant qu'il est temps d'en venir aux anapestes, du nom du vers utilisé.

## La comédie moyenne
La transition entre comédie ancienne et comédie nouvelle, nommée « comédie moyenne », demeure mal connue. Cette période commence vers environ 400, lorsque les conséquences de la guerre du Péloponnèse et du l'oligarchie des Trente limite les moyens et l'intérêt pour la critique politique propre à la comédie ancienne, et dure jusqu'en 330. Pour certains, cependant, cette tripartition n'a pas lieu d'être, et « il faut seulement distinguer une Comédie Nouvelle par opposition à la Comédie Ancienne ». Ses thèmes sont essentiellement la mythologie et l'observation des mœurs.
Les noms d'Antiphane et d'Alexis lui demeurent attachés ; des fragments d'Ophélion sont également connus. Les Anciens attribuent à cette période plus de 600 pièces, toutes perdues. Cependant, on aperçoit déjà une évolution dans les deux dernières pièces conservées d'Aristophane, l'Assemblée des femmes et le Ploutos : la parabase disparaît, le chœur joue un rôle bien moindre, l'action progresse de manière plus logique. Apparemment, ces évolutions sont encore plus marquées dans des pièces désormais perdues, comme la Cuisine d'Éole — apparaissent des coups de théâtre promis à un bel avenir : enlèvements, viols et retrouvailles.

## La comédie nouvelle

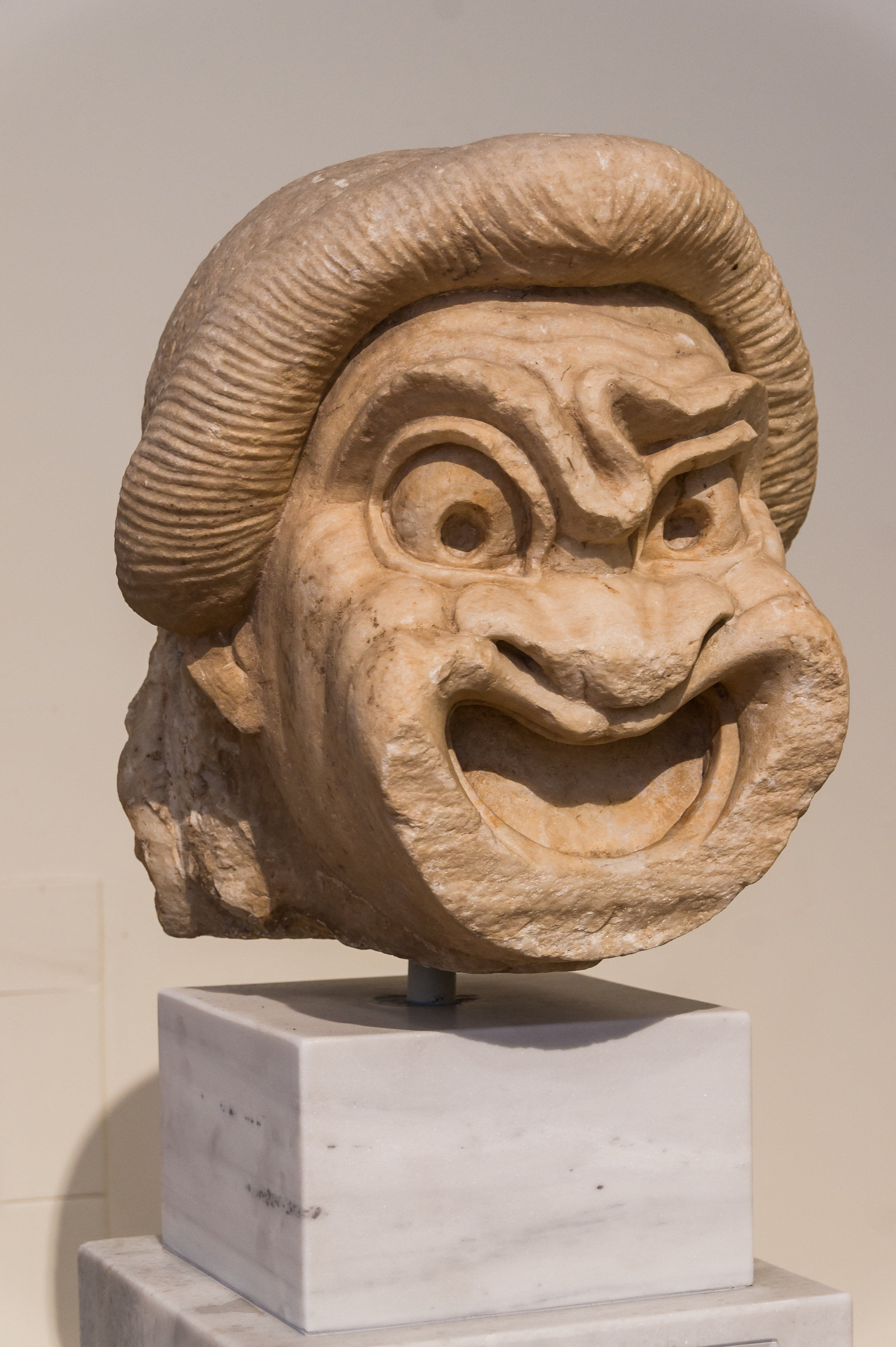
Masque de théâtre appartenant au type du Premier esclave de la Nouvelle Comédie, IIe siècle av. J.-C. Musée national archéologique d'Athènes.

La comédie nouvelle (également appelée la Néa) apparaît dans la seconde moitié du IVe siècle av. J.-C. Elle a pour cadre la maison. L'intrigue occupe une place beaucoup plus importante que dans la comédie ancienne, où les épisodes de parades qui suivaient la parabase, étaient souvent sans lien marqué avec le début de la pièce. L'histoire devient donc plus cohérente, avec des épisodes qui s'enchaînent de manière logique. C'est ce dont Ménandre (principal représentant de cette phase) montre dans ce bref dialogue, rapporté par Plutarque: « Un ami de Ménandre lui disait un jour : Les fêtes de Bacchus approchent, et vous n'avez pas fait encore votre comédie! — Ma pièce est faite, lui répondit Ménandre; j'en ai le sujet et la distribution, il ne me reste plus qu'à la mettre en vers. » Le rôle du chœur s'efface : il n'assure plus que de brefs intermèdes entre les cinq « parties » (équivalant aux actes du théâtre occidental moderne) qui composent la pièce. Les échanges entre les acteurs sont généralement parlés.
Le grand thème est l'amour contrarié qui finit par triompher après bien des rebondissements : apparition d'un jumeau inconnu, reconnaissance d'enfants déposés, retour d'un personnage qu'on croyait mort, bâtards s'avérant légitimes, etc. Plus encore que dans la comédie ancienne, les personnages sont stéréotypés : le jeune premier est destiné à épouser la jeune première, l'esclave peut être filou ou au contraire malin, le soldat est immanquablement fanfaron, à l'instar du cuisinier. Ces grands types sont liés à des noms particuliers : un Moschion est toujours un jeune premier et un Gorgias, un esclave.
Le style de la comédie nouvelle s'assagit : il est intermédiaire entre le registre courant et le soutenu. Les grossièretés sont généralement bannies et les lois de la bienséance sont respectées. Par ailleurs, Plutarque note qu'« il n'y a pas d'amour pédérastique et que la séduction des vierges y tourne, très convenablement, au mariage. »
La comédie nouvelle est représentée pour nous par Ménandre, boudé par le public de son temps (huit victoires pour 108 pièces) mais adulé durant la période hellénistique. De fait, la comédie nouvelle est beaucoup plus facile à comprendre pour un non Athénien : il n'y a plus d'allusions à tel ou tel personnage, ni d'intrigues liées à l'histoire de la cité. La comédie nouvelle s'exporte donc à Rome, où elle sera adaptée au IIIe siècle, devenant comedia palliata, et largement reprise par Plaute et Térence. Il semble même que certaines pièces grecques étaient simplement traduites : ainsi du Collier de Cæcilius Statius, traduite selon Aulu-Gelle du Plòkion (« collier ») de Ménandre. Il faudra attendre le début de l'ère chrétienne pour qu'Aristophane reprenne le dessus.